# MAN SG 220
Der SG 220 ist ein Bus von MAN, der 1978 als Nachfolger des MAN SG 192 auf den Markt gekommen ist.
Er wurde, wie der Vorgänger MAN SG 192, ebenfalls sowohl mit VÖV-Front als auch mit StÜLB-Front angeboten. Er war das letzte Modell von MAN in Deutschland mit Unterflurmotor zwischen den Achsen des Vorderwagens und einem Nachläufer von Göppel in Augsburg mit gelenkter Achse. Erhältlich war er auch als Überlandbus mit 16,48 m und 18 m Länge und verschiedenen Türanordnungen.
Im Jahr 1980 wurde er vom MAN SG 240 H abgelöst und 1983 die Produktion eingestellt.